# Гемосидероз
Гемосидероз — (лат. haemosiderosis от др.-греч. αἷμα — «кровь» + σίδηρος — «железо» + -osis) — избыточное отложение гемосидерина в тканях организма. Возможные причины гемосидероза — усиленный распад эритроцитов, нарушение утилизации этого пигмента в процессе эритропоэза, усиленное всасывание его в кишечнике, нарушение обмена железосодержащих пигментов, ацерулоплазминемия, передозировка препаратов железа (венофера, ликферра).

## Виды гемосидероза

### Местный гемосидероз
Возникает при внесосудистом (экстраваскулярном) гемолизе в очагах кровоизлияний. Накопление гемосидерина не повреждает ткань или орган, но если гемосидероз сочетается со склерозом, функция нарушается. Бурая индурация лёгких - пример местного гемосидероза, вследствие венозного застоя в малом круге кровообращения при сердечной недостаточности. Синяк - тоже можно рассматривать как пример местного гемосидероза.

### Общий гемосидероз
Развивается при избытке железа из-за внутрисосудистого (интраваскулярного) гемолиза или при повышении всасывания железа из пищи. Причинами гемолиза, чаще всего бывают: переливание несовместимой крови, отравления гемолитическими ядами, инфекционные заболевания, наследственные гемолитические анемии. В этих случаях гемосидерин откладывается преимущественно в гепатоцитах, макрофагах печени, селезёнки, костного мозга и других органах. В большинстве случаев пигмент не повреждает паренхиматозные клетки и не вызывает нарушений функций органа. Если повышенное содержание железа сопровождается повреждением тканей с атрофией паренхимы, склерозом, снижением функции органа, такое состояние называется гемохроматоз.

## Диагностика

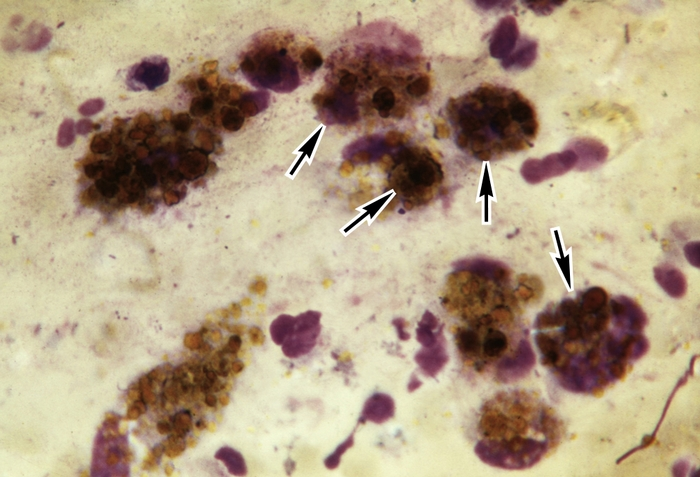
Гранулы гемосидерина

Гемосидерин  выявляется в клетках в виде зёрен золотисто-жёлтого или золотисто-коричневого цвета, при реакции Перлса эти гранулы приобретают зеленовато-синее окрашивание за счёт образования железосинеродистого железа (берлинской лазури).

## Патогенез
В области мелких (диапедезных) кровоизляний начинается распад эритроцитов и гемолиз. Гемолиз в присутствии кислорода ведёт к образованию гемосидерина, который синтезируется сидеробластами (макрофаги, гистиоциты, эпителий, эндотелий). В очагах крупных кровоизлияний, в центральных областях кислород отсутствует, поэтому на периферии образуется гемосидерин, а в центре — кристаллы гематоидина. К местному гемосидерозу, например, в лёгких (бурая индурация лёгких) ведёт патологический рост давления в легочных сосудах (легочная гипертензия), формирование множества диапедезных кровоизлияний с последующим гемолизом.